# John Kevin Boland

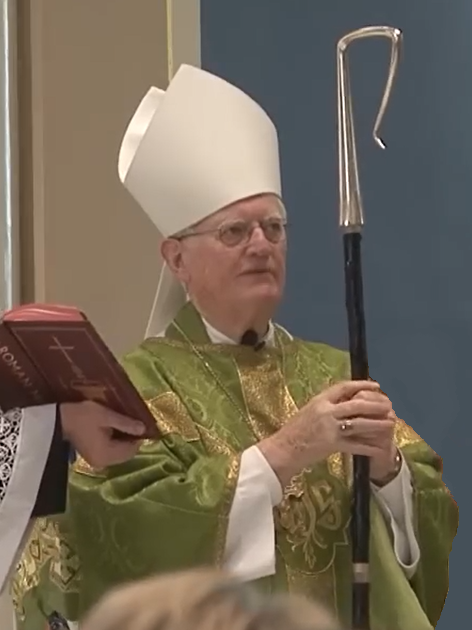
John Kevin Boland, 2015

John Kevin Boland (* 25. April 1935 in Monkstown, County Cork, Irland) ist ein irisch-amerikanischer Geistlicher und Altbischof von Savannah.

## Leben
John Kevin Boland, einer von vier Brüdern, empfing am 14. Juni 1959 die Priesterweihe für das Bistum Savannah.
Papst Johannes Paul II. ernannte ihn am 7. Februar 1995 zum Bischof von Savannah. Der Erzbischof von Atlanta, John Francis Donoghue, spendete ihm am 18. April desselben Jahres die Bischofsweihe; Mitkonsekratoren waren Raymond James Boland, Bischof von Kansas City-Saint Joseph, und Raymond William Lessard, emeritierter Bischof von Savannah.
Am 19. Juli 2011 nahm Papst Benedikt XVI. seinen altersbedingten Rücktritt an.
Sein älterer Bruder Raymond James Boland war Bischof von Kansas City-Saint Joseph.